# 卜昌森
卜昌森（1963年—），山东诸城人，汉族，中华人民共和国政治人物、第十二届全国人民代表大会代表。
毕业于山东矿业学院（现山东科技大学）安全技术及工程专业。加入中国共产党。
2008年3月至2009年6月，担任山东省煤炭工业局党组书记、局长；
2013年，担任全国人大代表。
2013年7月，担任山东能源集团有限公司董事长、党委书记。2015年6月，卜昌森调任山西煤矿安监局局长。
2020年1月，任华北科技学院党委书记。2021年，任应急管理大学（筹）临时党委书记。